# Biserica Sfântul Dumitru din Ciprian Porumbescu

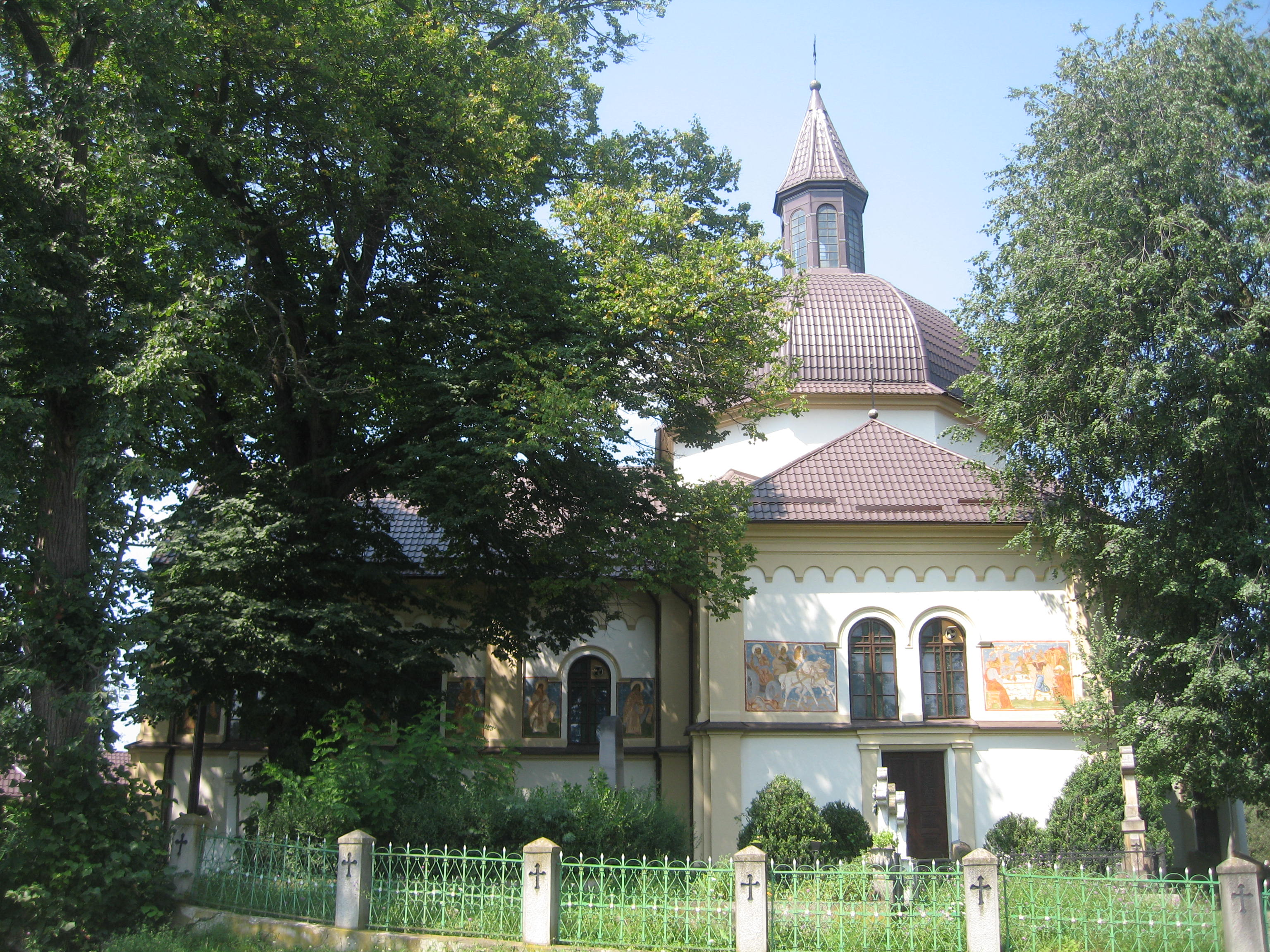
Biserica "Sf. Dumitru" din Ciprian Porumbescu.

Biserica „Sfântul Dumitru” din Ciprian Porumbescu este un lăcaș de cult ortodox construit în anul 1887 în satul Stupca (astăzi Ciprian Porumbescu) din județul Suceava. Ea se află de-a lungul drumului județean 178G.
În jurul acestei biserici se află cimitirul satului, unde sunt înmormântați printre alții marele compozitor român Ciprian Porumbescu (1853-1883), preotul și scriitorul Iraclie Porumbescu (1823-1896), precum și alți membri din familia Porumbescu. Mormântul lui Ciprian Porumbescu se află pe Lista Monumentelor Istorice din județul Suceava din anul 2004, având codul LMI SV-IV-m-B-05697. 

## Istoric

### Istoricul localității
Satul "Ciprian Porumbescu" se află la următoarele distanțe de principalele localități ale județului Suceava: 18 km de Gura Humorului, 30 km de Suceava și 40 km de Fălticeni.
Localitatea s-a numit anterior "Stupca", prima sa atestare documentară datând din anul 1546. În anul 1615, voievodul Ștefan Tomșa al II-lea dezlipește satul "Stupca" de la Ocolul Sucevei și îl dăruiește Mănăstirii Solca.  El a fost întărit mănăstirii în 1618.  Localitatea "Stupca" a fost un sat de apicultori (stupari), denumirea de “Prisaca” dată unei tarlale din câmp existând și în momentul de față. 
În anul 1954, denumirea localității a fost schimbată din "Stupca" în "Ciprian Porumbescu" (1853-1883), în memoria marelui compozitor român care a copilărit, a compus și a murit în acest sat. 

### Prima biserică
În sat a existat anterior o biserică de lemn. Aici a slujit între anii 1865-1884 preotul Iraclie Porumbescu (1823-1896), talentat scriitor și culegător de folclor, originar din Sucevița și anterior preot la Șipotele Sucevei (azi în Ucraina). Preotul Iraclie era tatăl lui Ciprian Porumbescu (1853-1883), autorul imnurilor naționale "Trei culori", "Pe-al nostru steag e scris Unire", al nemuritoarei "Balade" și al primei operete românești "Crai nou".
La mijlocul secolului al XIX-lea în sat trăia o colonie de țigani lăutari. În 1866, an de foamete cumplită, un țigan bătrân a venit la ușa preotului cerșind de mâncare. El i-a vândut părintelui Iraclie o vioară veche, la care nu mai putea să cânte. Preotul a trimis vioara înnegrită și stricată la lutierul Martin Richter din Lemberg. Acesta i-a oferit 100 de florini pe ea, dar Iraclie a refuzat s-o vândă. Vioara a fost reparată, iar pe eticheta din interior se putea citi că instrumentul muzical a fost confecționat de lutierul Nicolò Amati în 1626.  În 1876, preotul a rămas văduv, după decesul soției sale. Aceasta a fost înmormântată în curtea bisericii din Stupca. 
Compozitorul Ciprian Porumbescu a murit la 6 iunie 1883 la Stupca, fiind înmormântat lângă altarul bisericii unde slujea tatăl său. În 1884, la un an după moartea fiului său, preotul Iraclie Porumbescu s-a mutat ca paroh la Biserica de lemn din Frătăuții Noi, unde a slujit între anii 1884-1896. 

### Biserica nouă

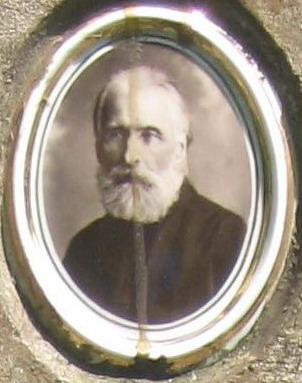
Preotul Onofrei Mironovici (1852-1929), paroh de Stupca şi arhipresviter stavrofor.

În anul 1887 , în timpul păstoririi parohului Onofrei Mironovici (1852-1929), a fost construită la Stupca o biserică nouă cu hramul "Sf. Mare Mucenic Dimitrie, izvorâtorul de mir". La înălțarea lăcașului de cult au contribuit enoriașii, precum și boierul Alecu Popovici, înnobilat de statul austro-ungar cu rangul de cavaler. Biserica a ost sfințită la 27 octombrie 1889 de către IPS Silvestru Morariu-Andrievici, arhiepiscop al Cernăuților și mitropolit al Bucovinei și Dalmației. 
Deasupra intrării în biserică a fost amplasată o pisanie cu următorul text: "Aceasta stă: biserică cu patronul Stl:M:M: Dimitrie s'a ḑidit la a: 1887 în ḑilele pre luminatului imparat Francisc Iosif I cu spesele patronatului, a moștenilor ferecitl Aleco cav: de Popovici și a comunei paroch: și s'a sfințit la 27 octomvre 1889 de archiepiscopul și mitropolitul Silvestru. Onofrei Mironovici paroch."
Catapeteasma a fost confecționată din lemn de frasin, icoanele fiind pictate de renumitul pictor cernăuțean Epaminonda Bucevschi (1843-1891). Pereții interiori ai bisericii au fost pictați în anul 1992 de către pictorul Nicolae Gavrilean din Gura Humorului, iar exteriorul bisericii a fost refăcut mai întâi în anul 1986 și apoi în 2007, preot-paroh fiind Leonte Galeș.
Lângă altarul bisericii se află o cruce de piatră ridicată la 3 septembrie 1868, după cum atestă o inscripție ("Aceasta S. Cruce e facută în anul 1868 septe: III"). În curtea lăcașului de cult a fost înălțată o troiță întru pomenirea lui Carol Miculi (1819-1897), profesorul de pian al lui Ciprian Porumbescu.
La mică apropiere de zidul altarului se află mormintele familiei Porumbescu. Pe crucea lui Ciprian Porumbescu este înfășurată o bandă de tablă vopsită în culorile roșu, galben și albastru (culorile drapelului României), având sub ea o placă de marmură cu o strofă din imnul "Trei culori" al marelui compozitor: "Iar cînd fraților m-oi duce/De la voi ș-o fi să mor/Pe mormînt atunci să-mi puneți/Mîndrul nostru tricolor”. După mormântul său se află în ordine mormintele lui Alexandru Porumbescu (1867-1877), Emilia Porumbescu (1826-1876) - mama poetului, Eufrosina Porumbescu (1866), Alexandru Porumbescu (1862-1866), Maria Rațiu Porumbescu (1860-1932), preotul Iraclie Porumbescu (1823-1896) și Ștefan Porumbescu (1856-1896). Ultimii doi au murit la Frătăuții Noi și au fost înmormântați acolo. În anul 1971, când s-a inaugurat complexul muzeal de la Stupca, rămășițele pământești ale părintelui Iraclie și ale lui Ștefan Porumbescu au fost deshumate și transportate în cimitirul satului Stupca, fiind reînhumate lângă mormintele lui Ciprian Porumbescu (1853-1883), ale mamei sale Emilia (1826-1876) și ale celorlalți frați ai compozitorului.  În fiecare an, la data de 6 iunie, este oficiată la Stupca o slujbă de pomenire în memoria familiei Porumbescu, eveniment la care iau parte invitați de seamă din țară și din străinătate, păstrându-se vie amintirea marelui compozitor de renume mondial, Ciprian Porumbescu.
În afară de mormintele familiei Porumbescu, în cimitirul din jurul bisericii se află și mormintele altor personalități locale: Dimitrie cav. de Costin (1853-1902) sau arhipresviterul stavrofor Onufrei Mironovici (1852-1929) - preotul paroh care a construit biserica. 

## Arhitectura bisericii
Biserica are un plan treflat, cu o turlă hexagonală deasupra naosului. 
Pictura interioară a bisericii a fost realizată în anul 1992 de către pictorul Nicolae Gavrilean din Gura Humorului. Catapeteasma din lemn de frasin datează din perioada construcției lăcașului de cult, icoanele fiind pictate de pictorul Epaminonda Bucevschi (1843-1891). 

## Imagini

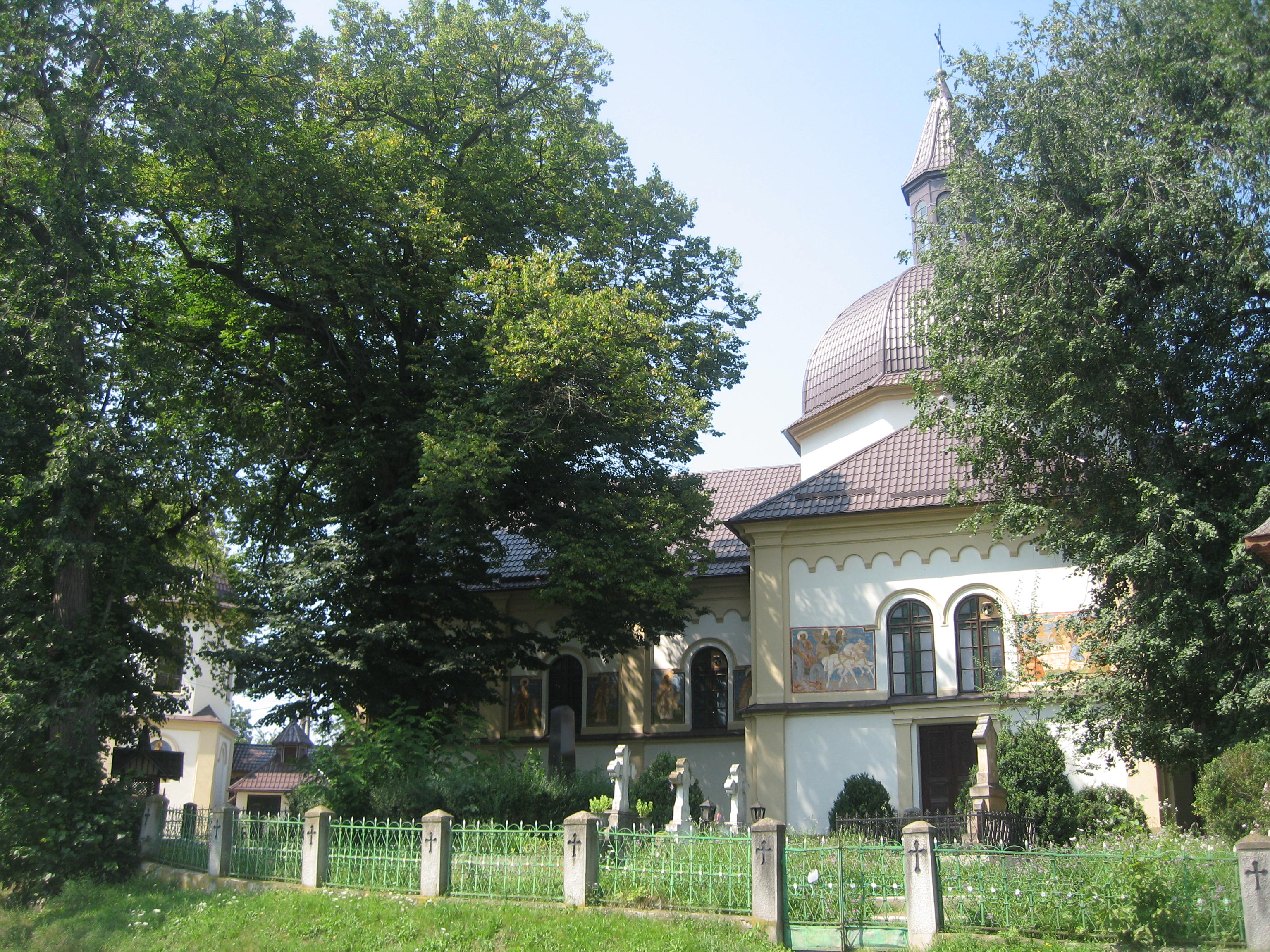
Biserica şi turnul-clopotniţă
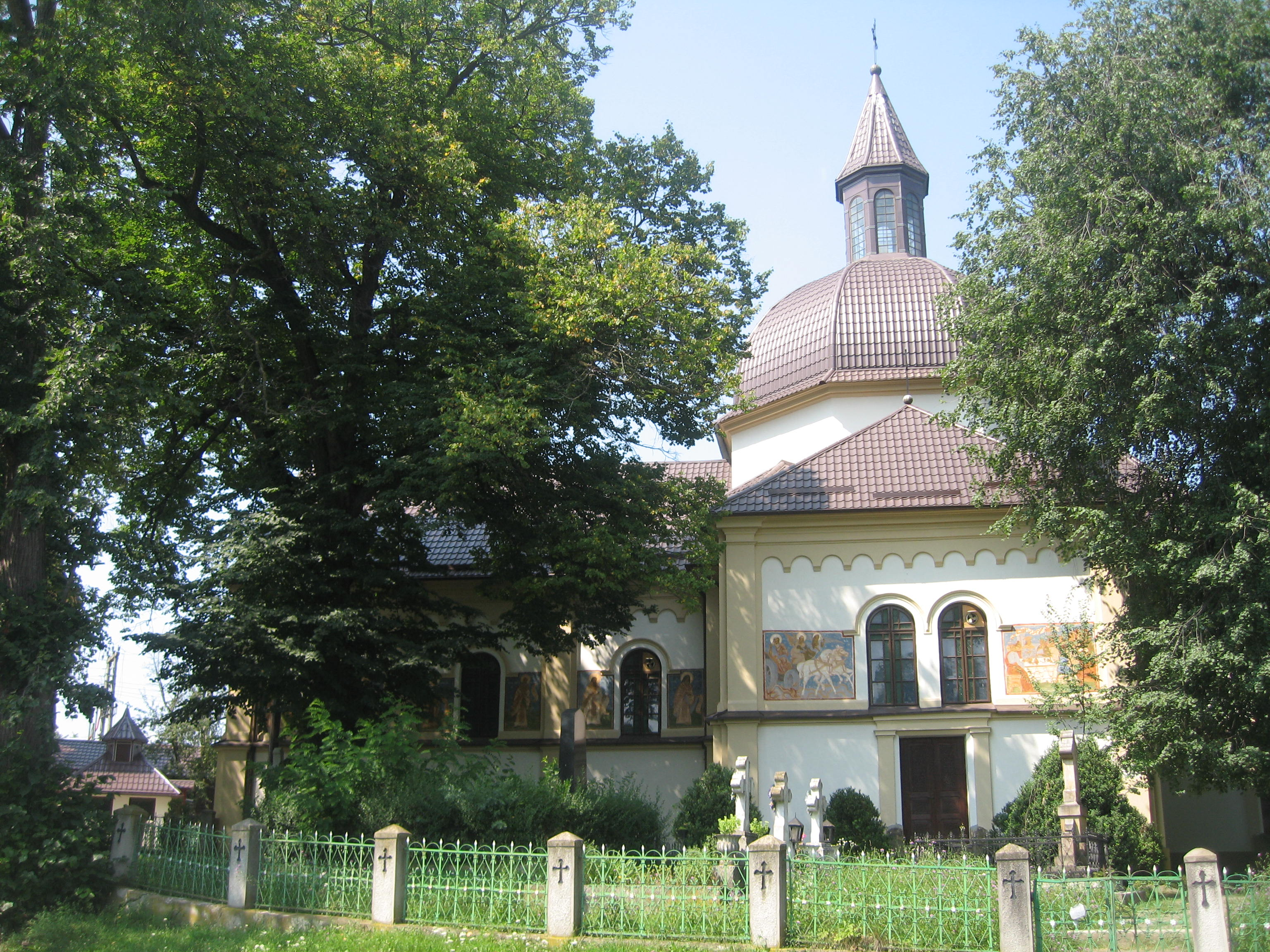
Latura sudică
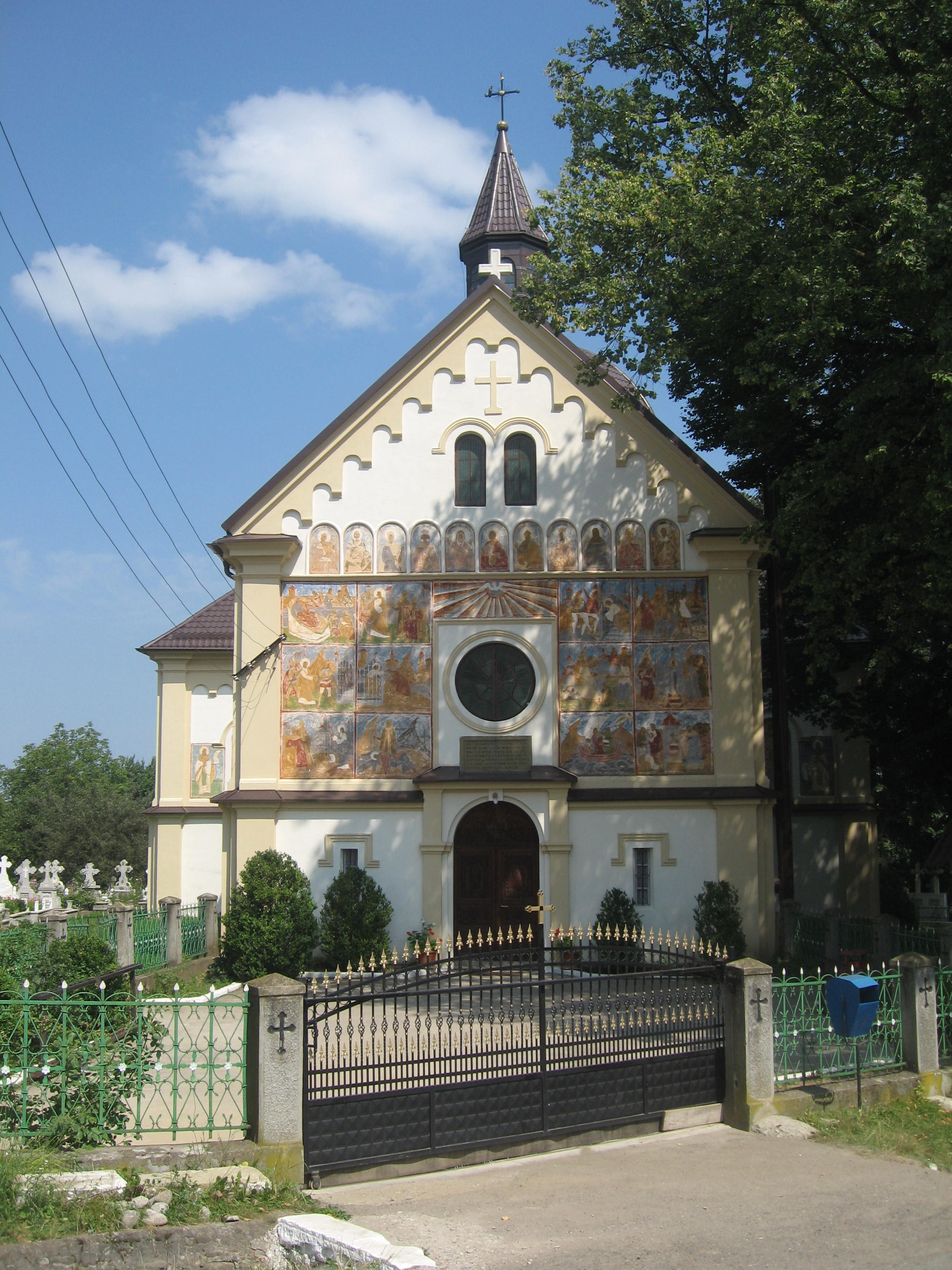
Biserica văzută dinspre vest
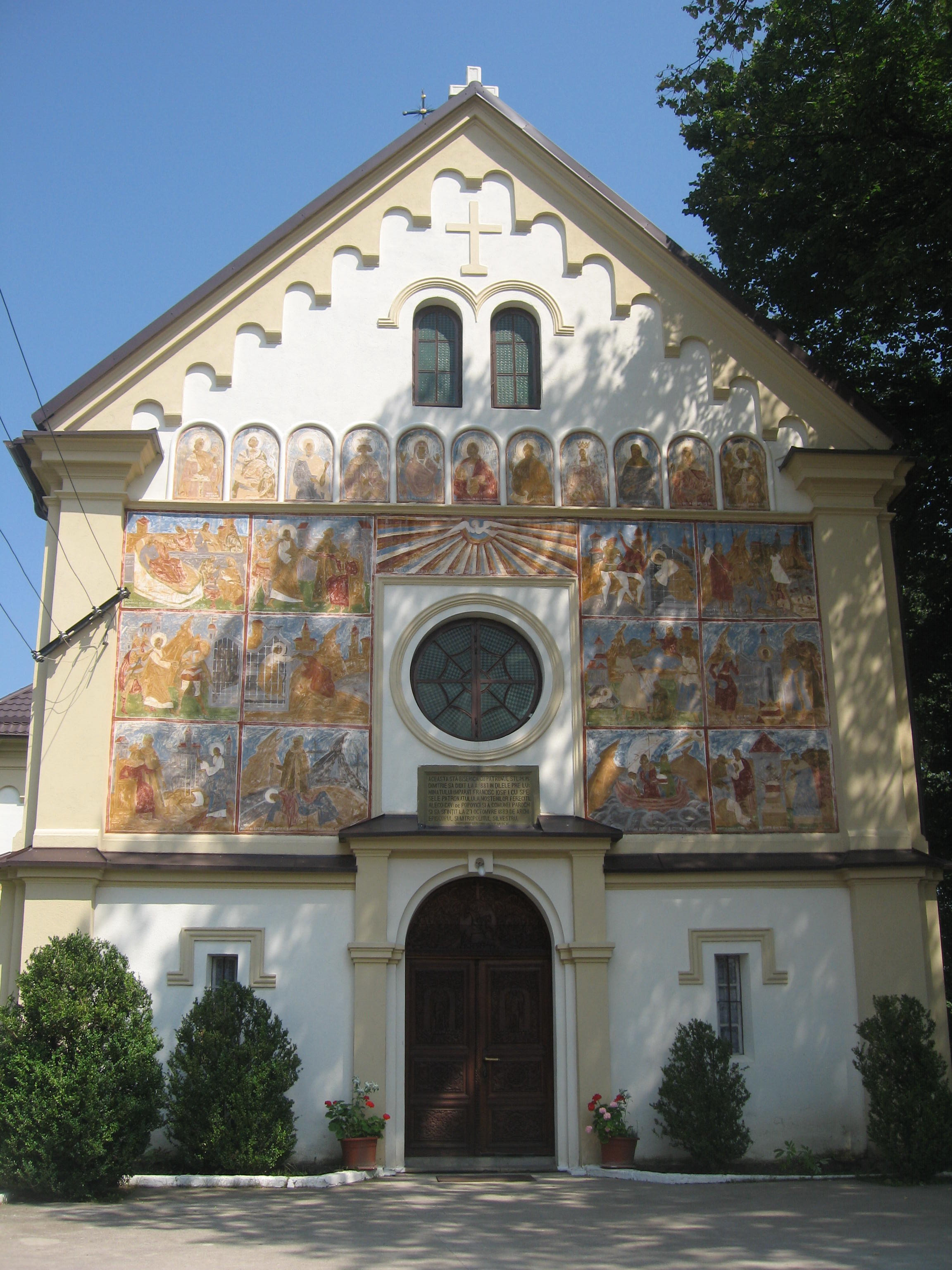
Latura vestică
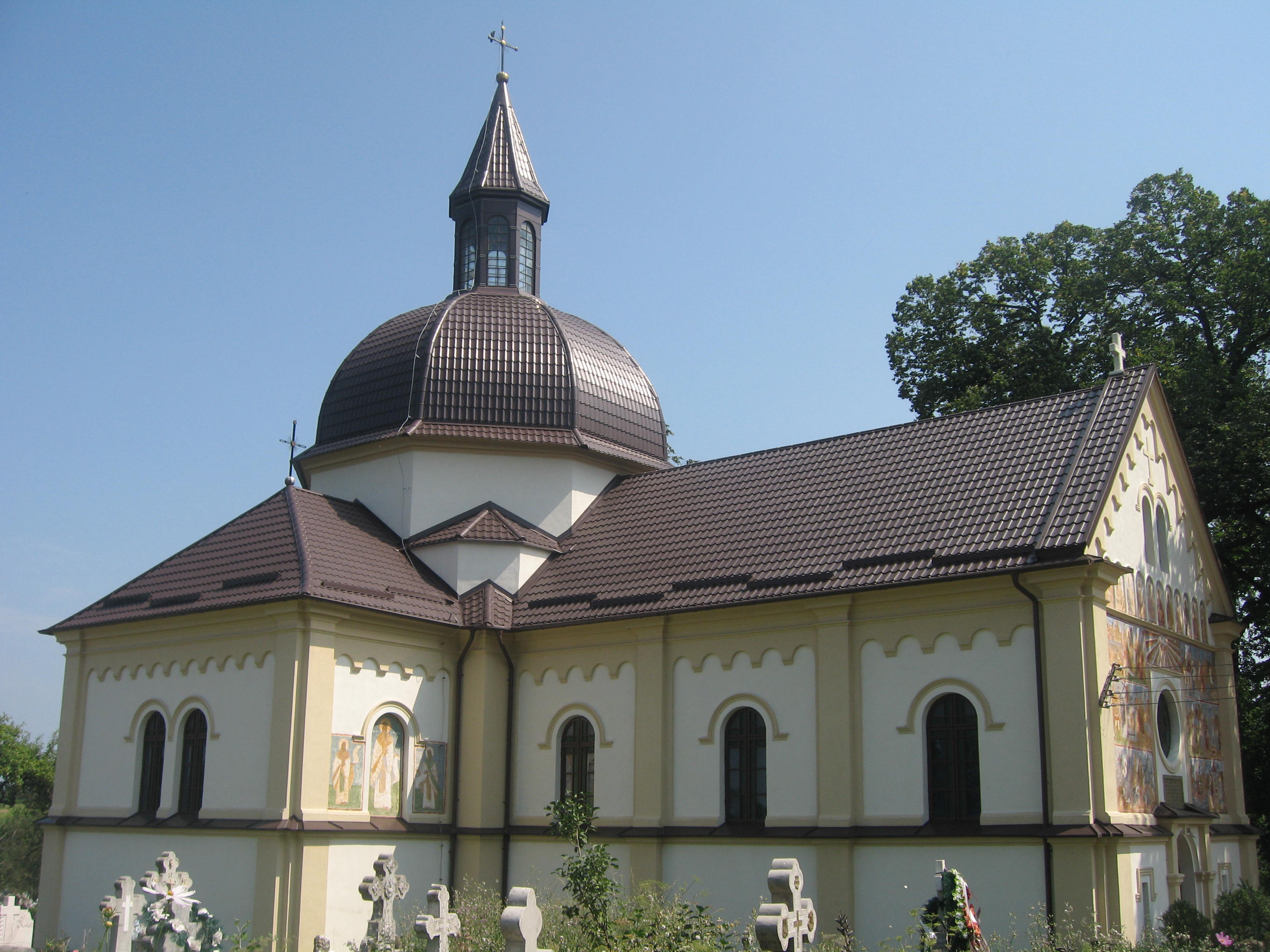
Biserica văzută dinspre nord-vest
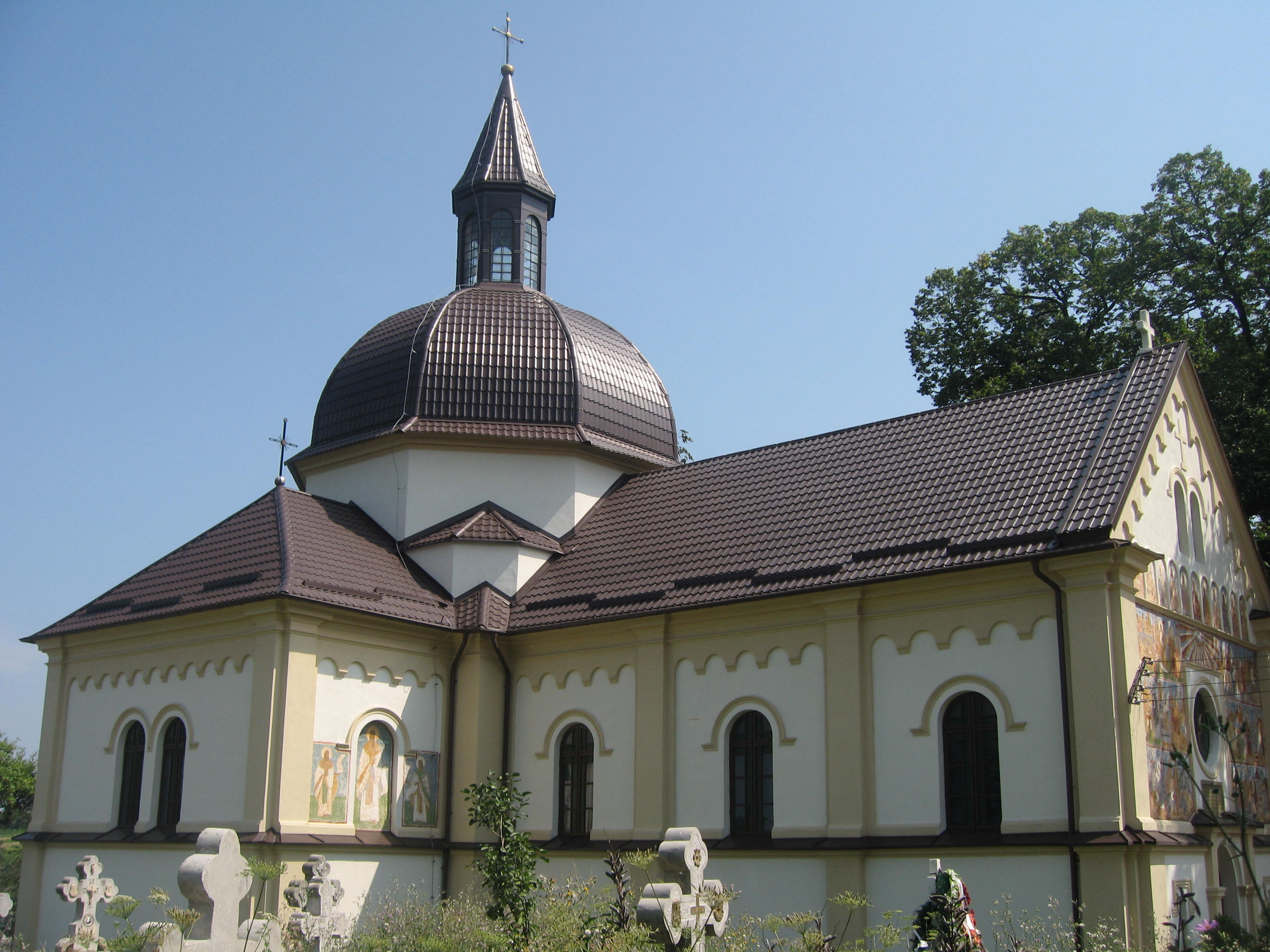
Latura nordică
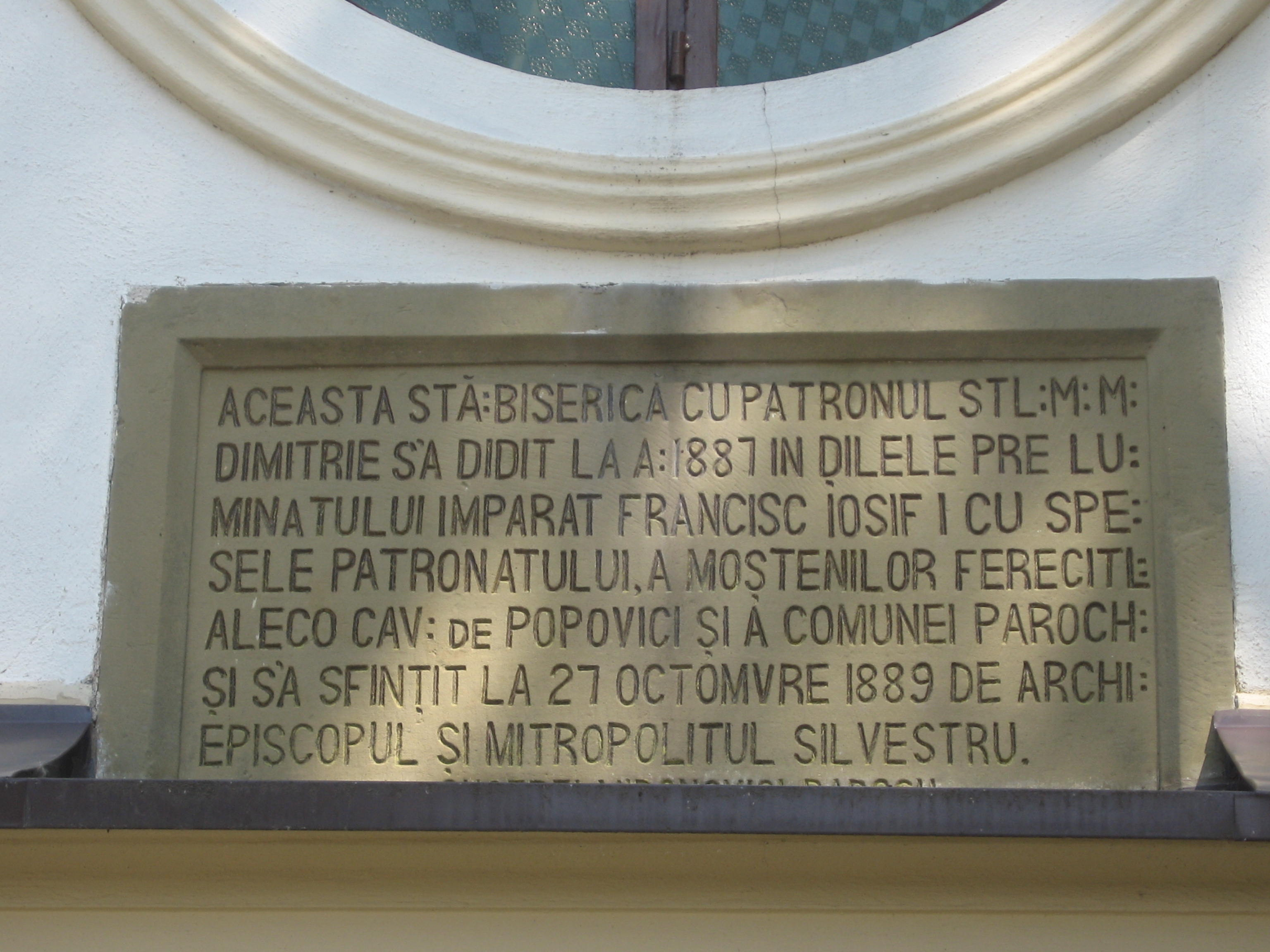
Pisania
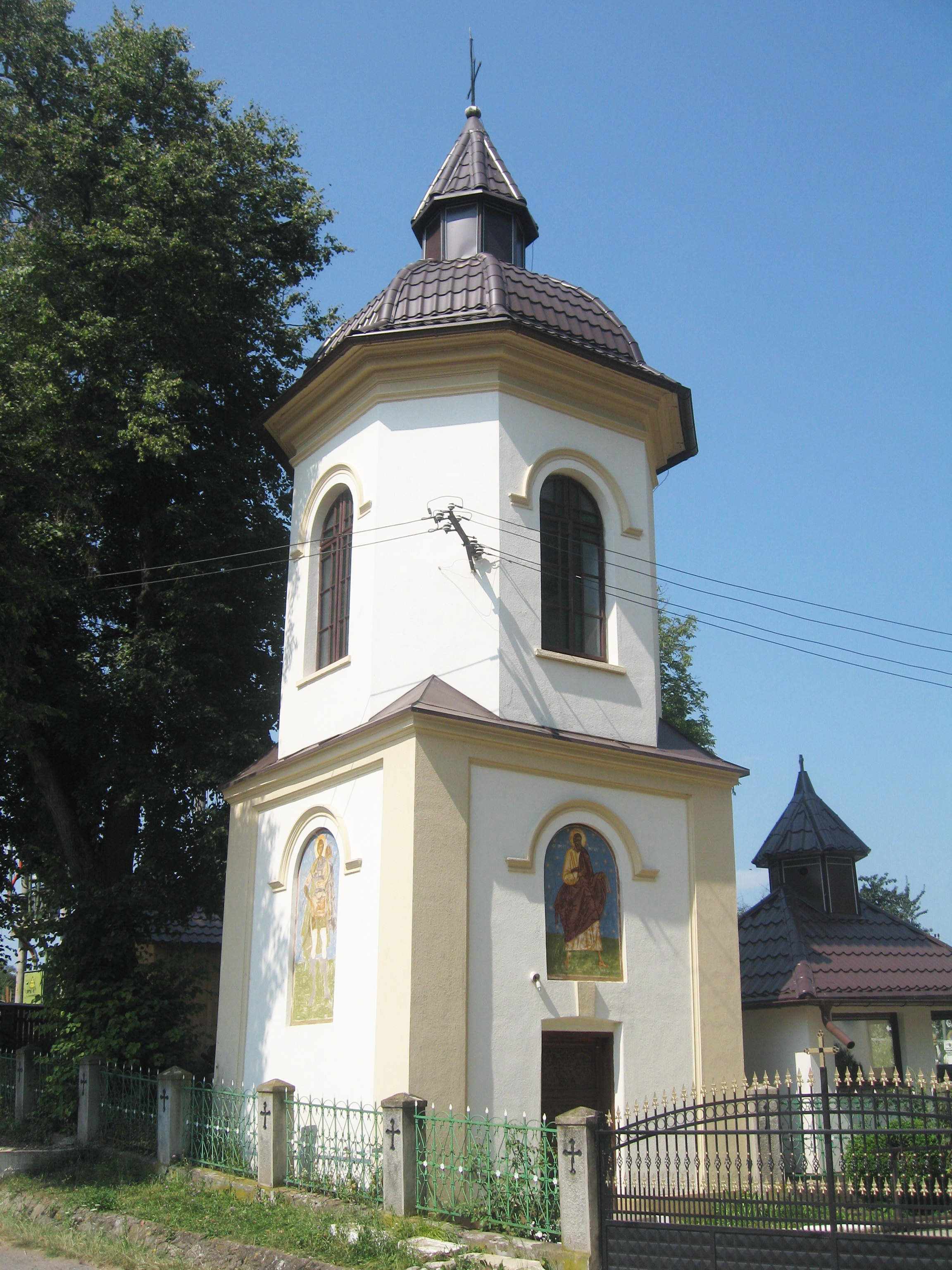
Turnul-clopotniţă
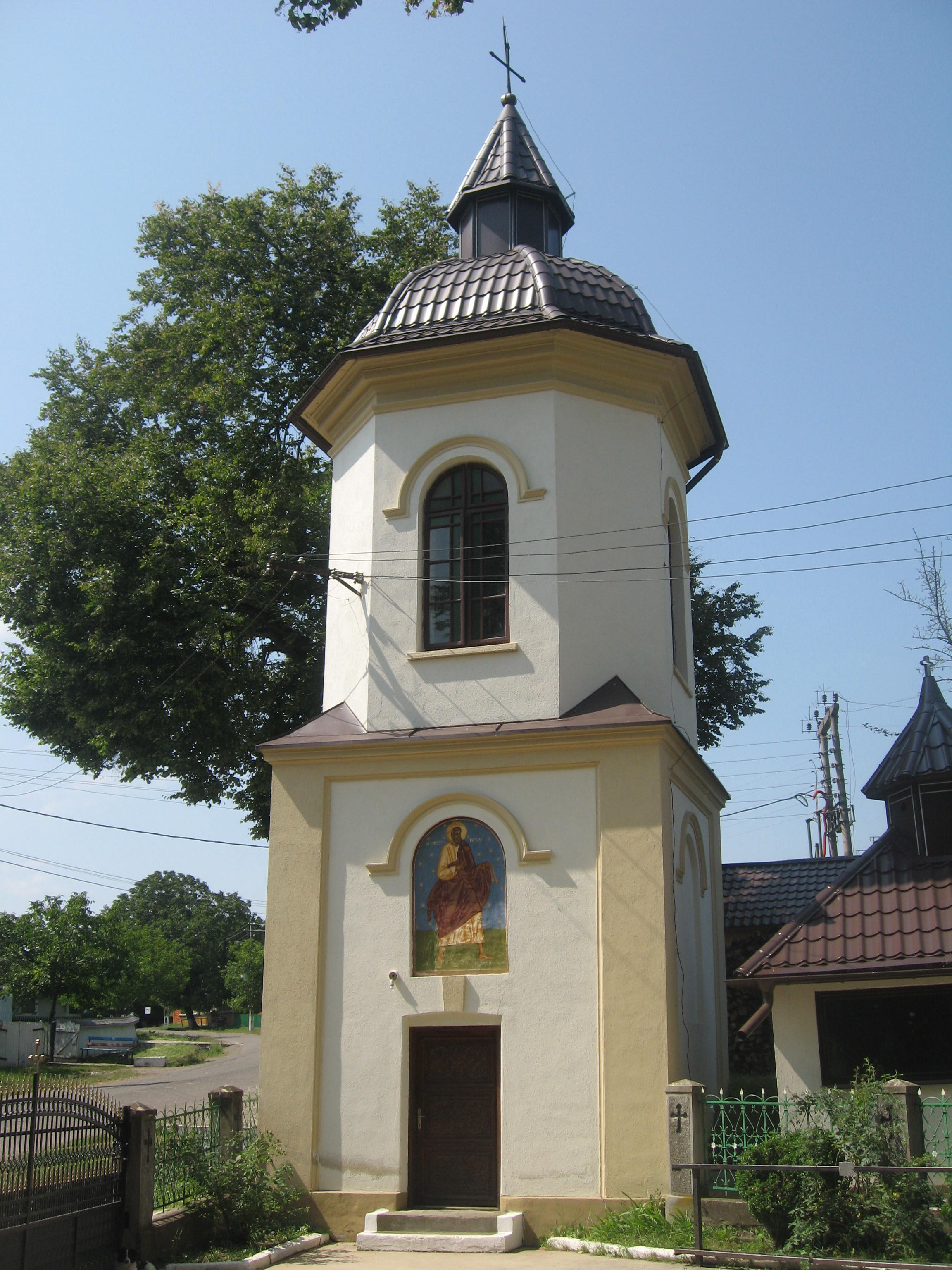
Turnul-clopotniţă
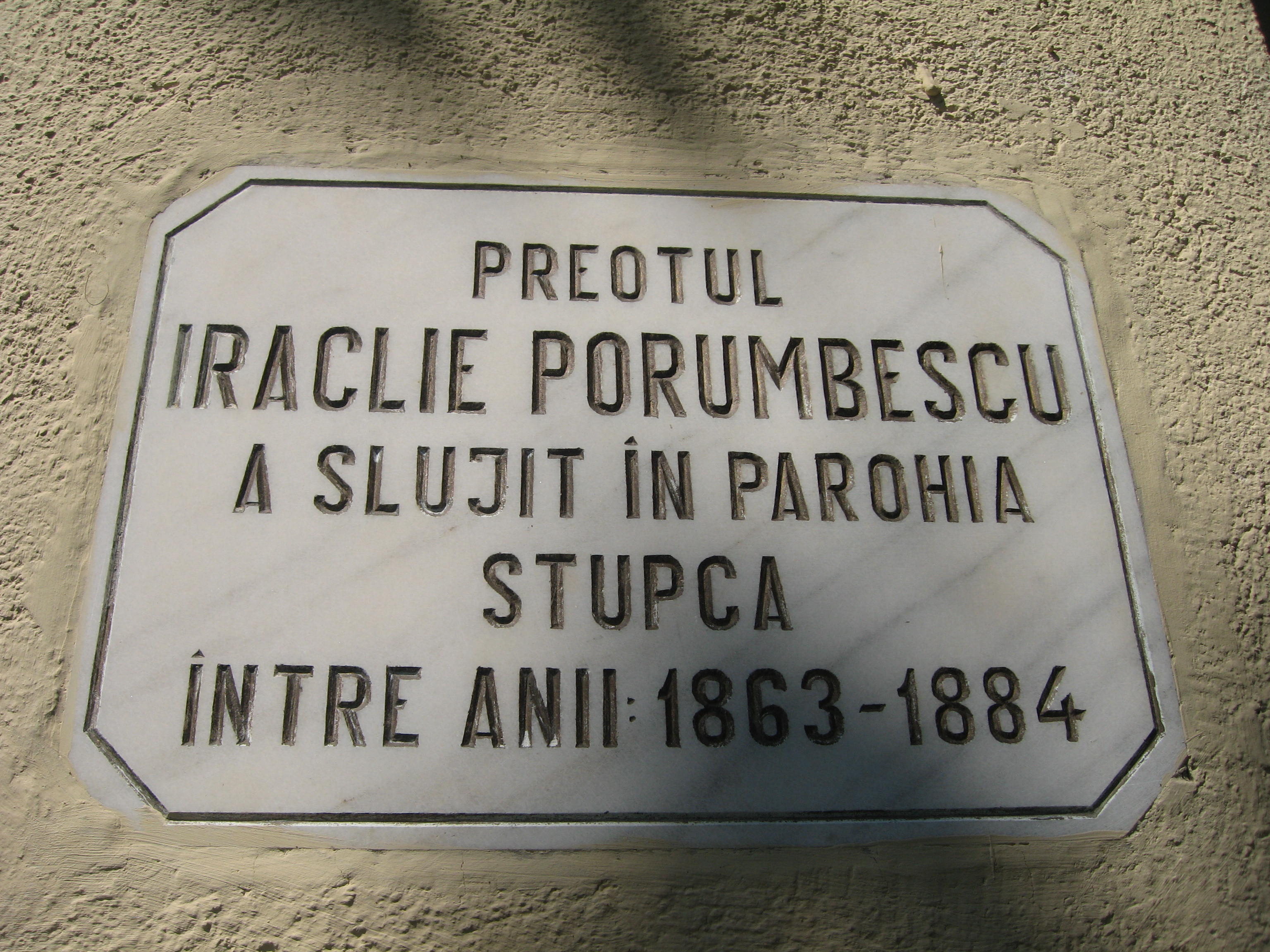
Placă de marmură care atestă că pr. Iraclie Porumbescu a slujit în Parohia Stupca între 1863-1865.
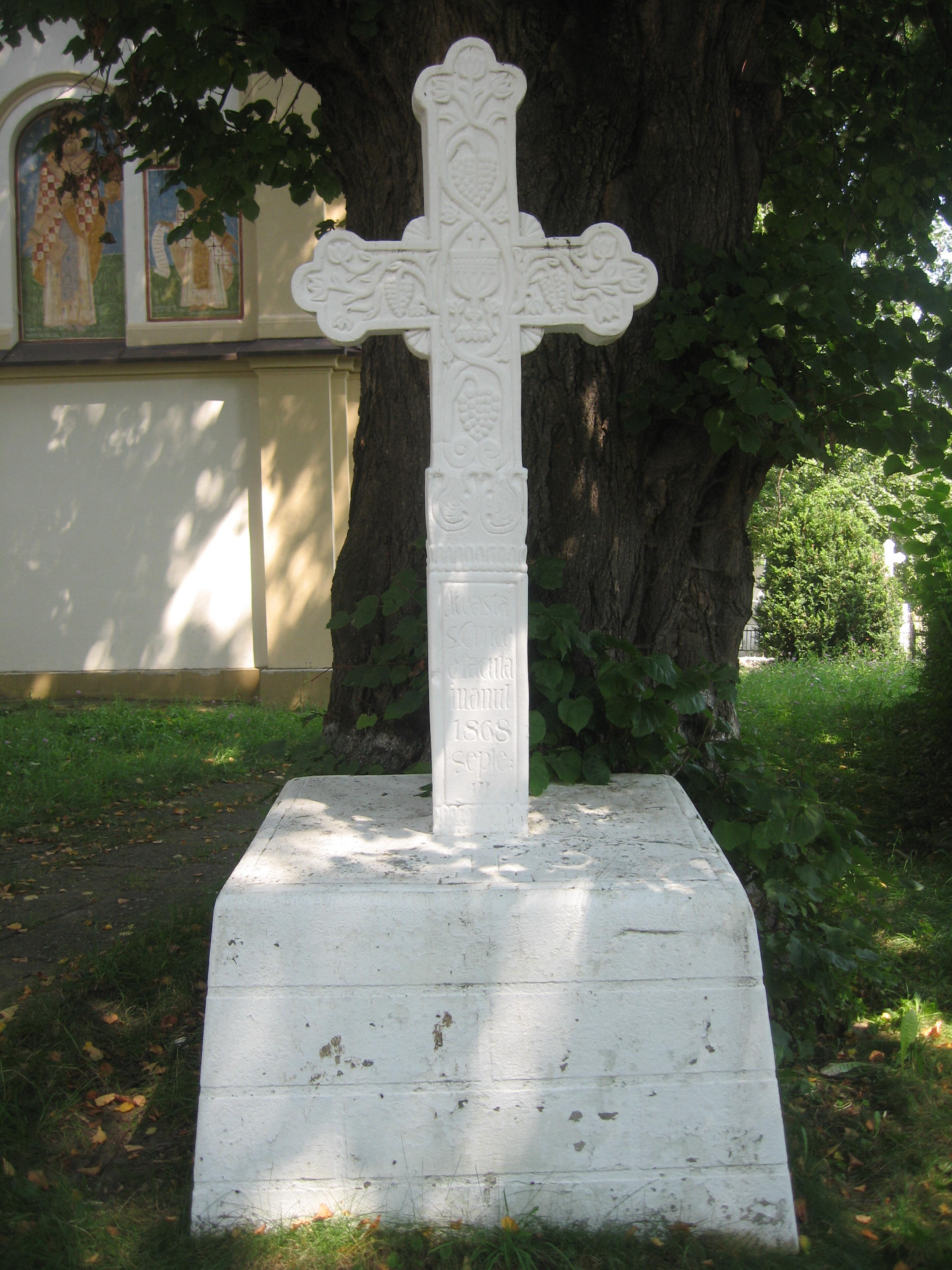
Cruce de piatră din 1868
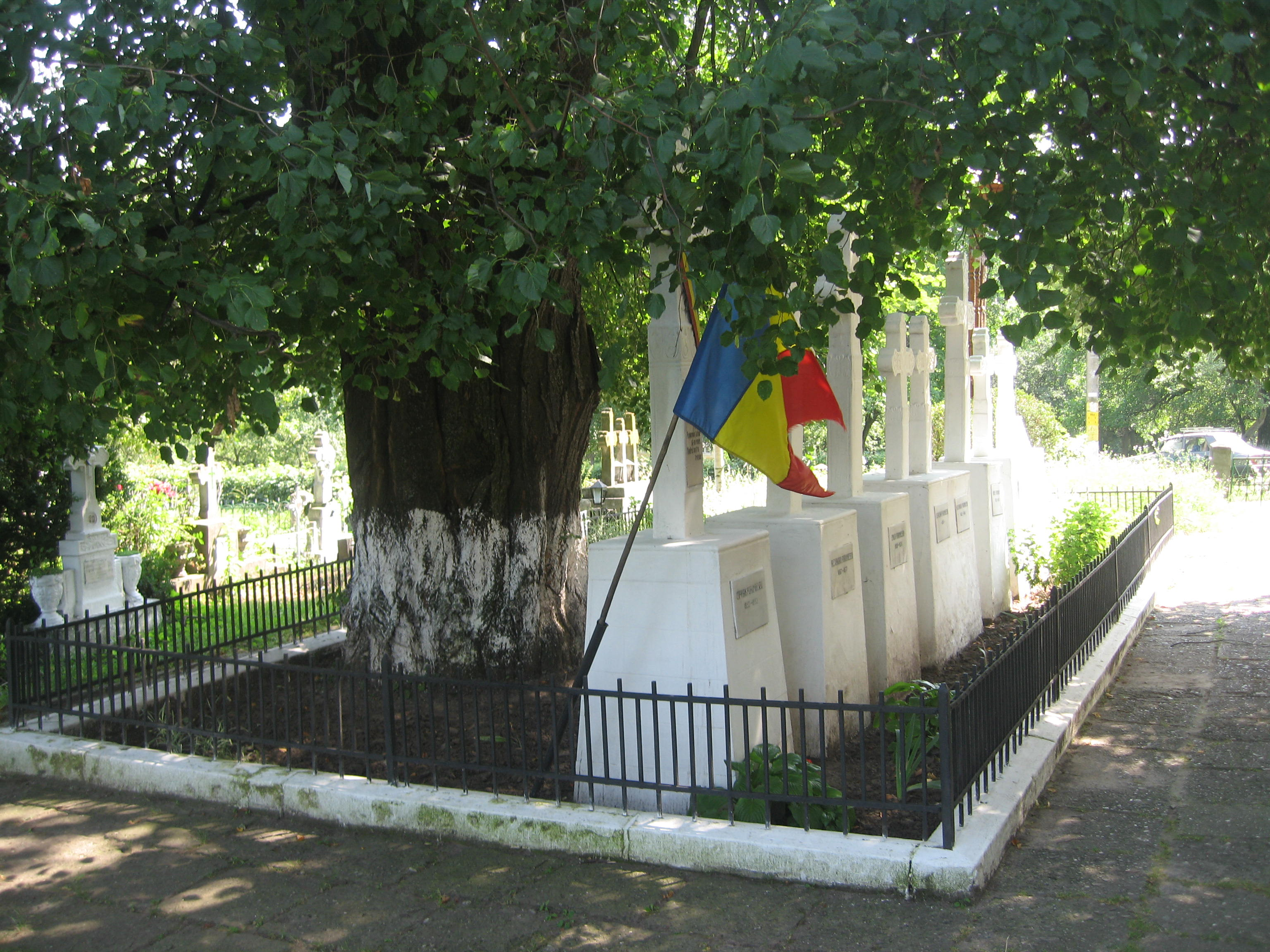
Mormintele familiei Porumbescu
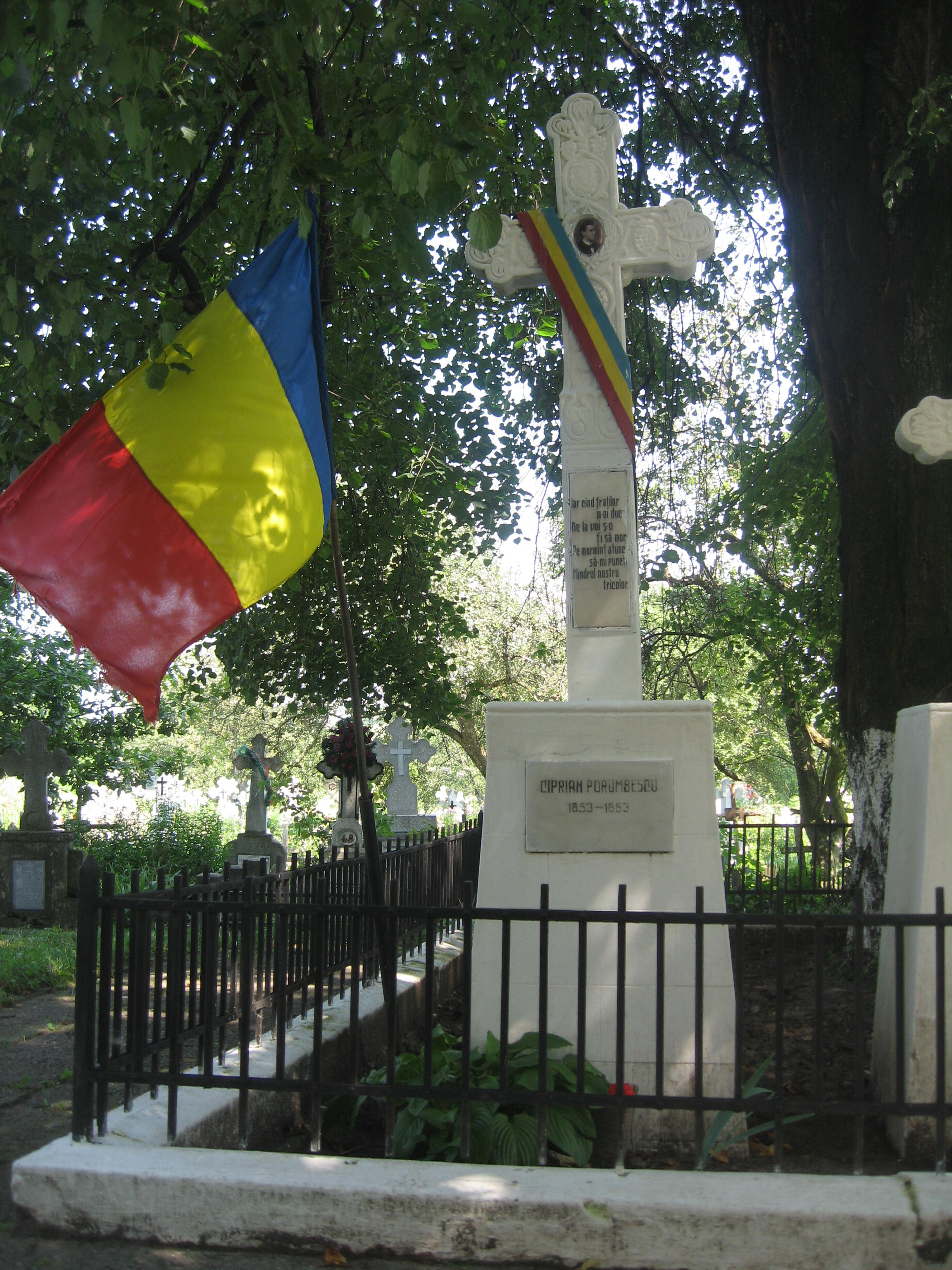
Mormântul lui Ciprian Porumbescu
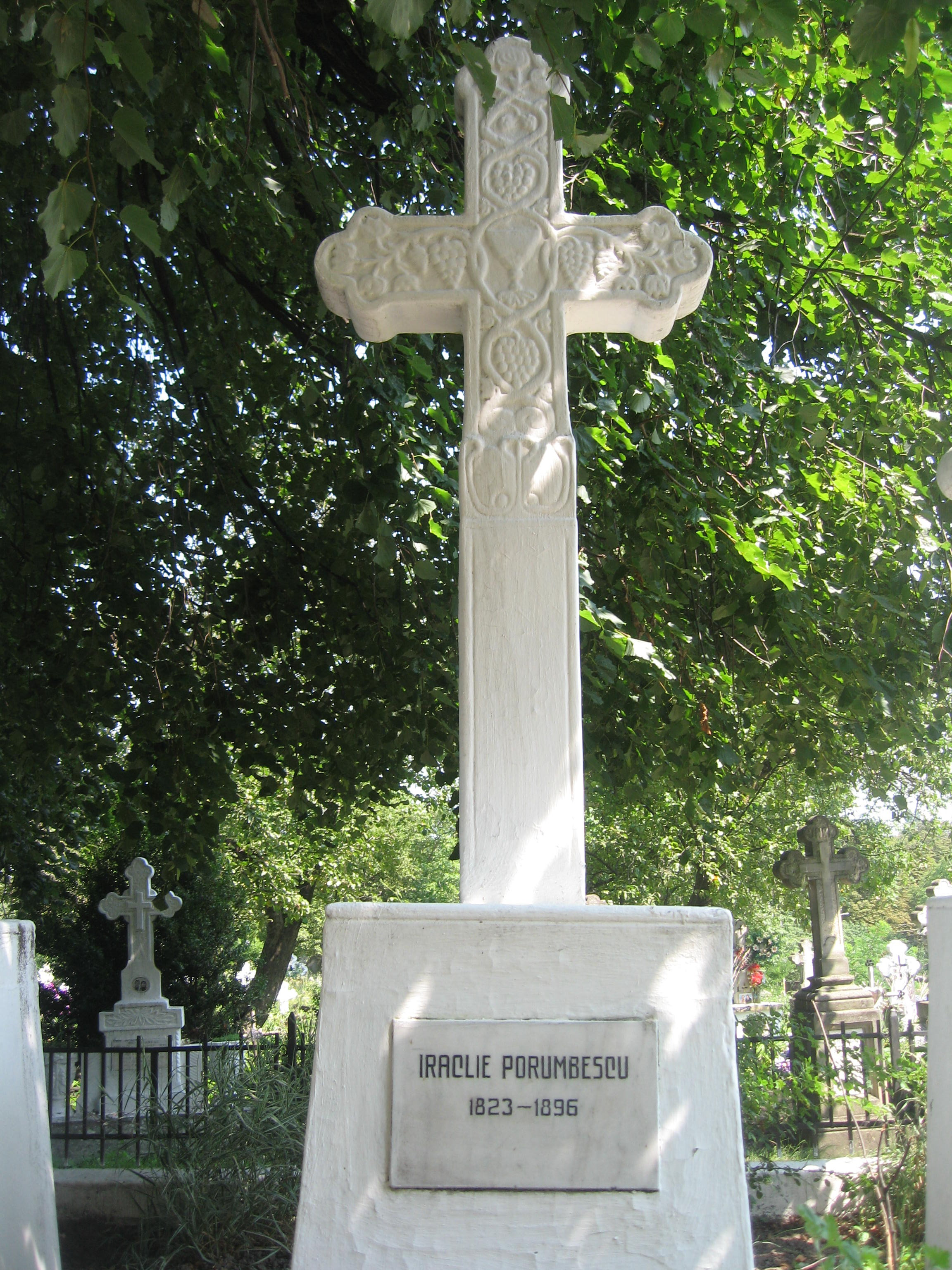
Mormântul preotului Iraclie Porumbescu
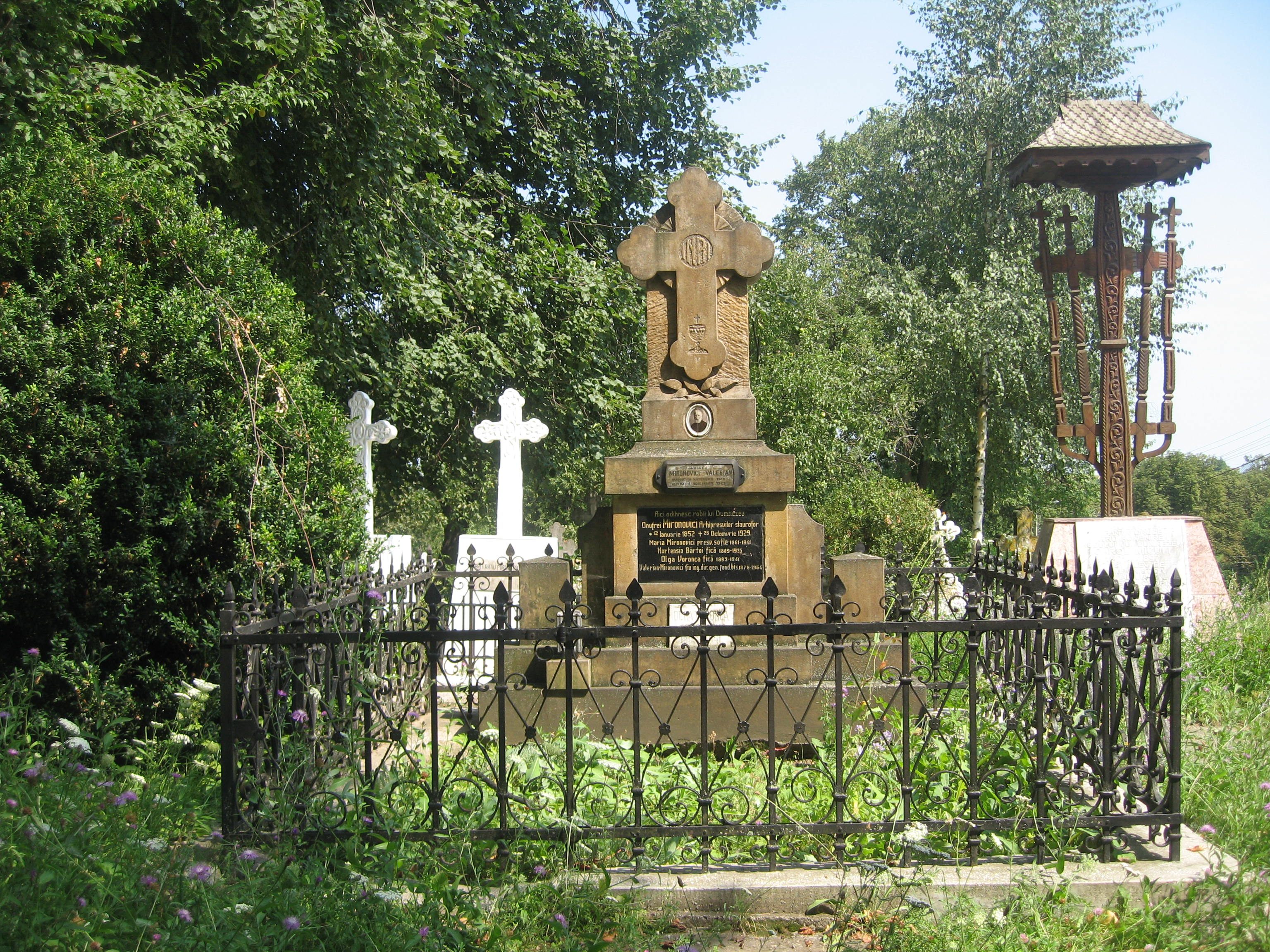
Mormântul preotului Onofrei Mironovici
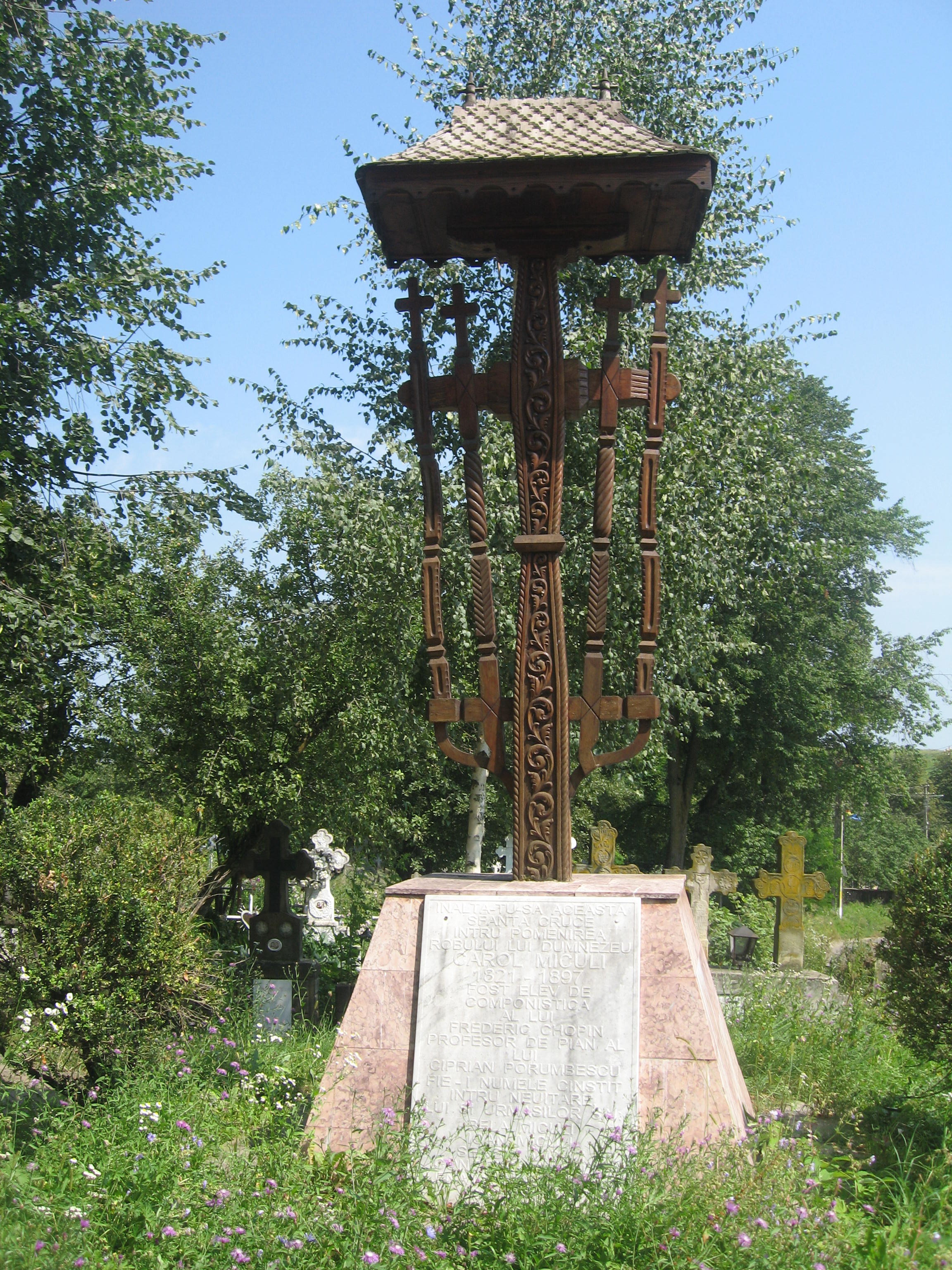
Troiţă ridicată întru pomenirea lui Carol Miculi